# Pequeñas coincidencias
Pequeñas coincidencias és la primera sèrie de televisió espanyola original d’ Amazon Prime Video. Es tracta d'una comèdia romàntica creada per Javier Veiga (qui també la coprotagonitza amb Marta Hazas) i produïda per Atresmedia Studios, Onza Entertainment i MedioLimón. Va ser estrenada en la plataforma de vídeo sota demanda el 7 de desembre de 2018 i, el 2 de setembre de 2019 es va estrenar en obert a Antena 3.
El 26 de maig de 2019 es va confirmar la renovació de la sèrie per a una segona temporada que es va estrenar el 15 de gener de 2020 en la plataforma Amazon Prime Video.
Al maig de 2020 es va renovar la sèrie per a una tercera i última temporada a estrenar-se el 5 de febrer de 2021.

## Trama
La sèrie segueix la relació entre dos individus que encara no s'han conegut de res, però que estan buscant a la seva mitjana taronja: un crític gastronòmic que gaudeix al màxim de la seva vida de solter fins que arriba el seu germà divorciat a la seva llar, i una dissenyadora de vestits de núvia que canvia de nuvi cada cert període.

## Repartiment

### 1a temporada

#### Repartiment principal
- Marta Hazas - Marta Valdivia[7]
- Javier Veiga - Javier "Javi" Rubirosa
- Mariano Peña[8] - Joaquín Valdivia
- Unax Ugalde - Mario Pachón[9]
- Juan Ibáñez - Ignacio "Nacho" Rubirosa[10]
- Alicia Rubio - Elisa
- Tomás Pozzi - David
- Xosé A. Touriñán - Rafa
- Juan López-Tagle - Giovanni
- Marta Castellote - Carla
- Alosian Vivancos - Diego Valdivia
- José Troncoso - Josemi Valdivia
- Lucía Balas - Niña
- Álvaro Balas - Niño

#### Amb la participació de
- Lara de Miguel - Ligue de Javier (Episodi 1)
- Ricard Sales - Miguel (Episodi 1)
- Silvia Rey (Episodi 1)
- Verónika Moral - Cita de Javier(Episodi 1)
- Cristóbal Suárez - Cita de Marta (Episodi 1)
- Alberto Veiga (Episodi 1)
- Luján Sánchez (Episodi 1)
- Iván González – Nebot de Marta(Episodi 1)
- Aroa Ortigosa - Anita (Episodi 1)
- Natalia Hernández (Episodi 2)
- Cristina Pons (Episodi 2)
- Maribel Vitar (Episodi 2)
- Silvia Maya (Episodi 2)
- Elvira Cuadrupani - Veterinària (Episodi 2)
- Agus Ruiz (Episodi 2)
- Rosana del Carpio (Episodi 2)
- Ramón Langa (Episodi 2)
- Gema Carballedo (Episodi 2)
- Rober Bodegas - César (Episodi 5)
- David Amor (Episodi 5)
- Miguel Lago - Cunyat de Javi (Episodi 5)
- Celia de Molina - Cunyada de Javi (Episodi 5)
- María Alfonsa Rosso - Àvia d’Andrea (Episodi 5)

#### Amb la col·laboració de
- Eduardo Antuña - Taxista (Episodi 1; Episodi 5 - Episodi 6)
- Ana Risueño - Paty (Episodi 2)
- Alfonso Bassave - Ricky[11] (Episodi 2)
- Bárbara Santa Cruz - Sofía (Episodi 2; Episodi 6)
- Marta Torné - Doctora Pons (Episodi 3)
- Roberto San Martín - Amic de Giovanni (Episodi 3)
- Ana Cerdeiriña - Germana de Tony (Episodi 3)
- Lydia Ramírez - Renata (Episodi 4)
- Carolina Lapausa - Andrea (Episodi 4 - Episodi 5)
- Enrique Villén - Vicente (Episodi 5 - Episodi 6; Episodi 8)
- Fele Martínez - Stefano (Episodi 6)
- Iñaki Miramón - Metre del Restaurant (Episodi 6)
- Marta González de Vega (Episodi 6)
- Kira Miró - Dependenta[12] (Episodi 8)
- Chani Martín (Episodi 8)
- Loles León - Marieta (Episodi 8)

### 2a temporada

#### Repartiment principal
- Marta Hazas - Marta Valdivia
- Javier Veiga - Francisco Javier "Javi" Rubirosa
- Mariano Peña - Joaquín Valdivia
- Fele Martínez - Doctor Frutos
- Juan Ibáñez - Ignacio "Nacho" Rubirosa
- Alicia Rubio - Elisa
- Tomás Pozzi - David Sampietro
- Xosé Touriñán - Rafael José "Rafa"
- José Troncoso - José Miguel "Josemi" Valdivia
- Juan López-Tagle - Giovanni Castiglione
- Marta Santandreu - Miriam García Ocaña
- Sabrina Praga - Claudia Sampietro
- Lucía Balas - Nena
- Álvaro Balas - Nen

#### Repartiment episòdic

##### Amb la participació de
- Marta Castellote - Carla (Episodi 1)
- Alosian Vivancos - Diego Valdivia (Episodi 1)
- Álvaro Roig - Julio (Episodi 1; Episodi 8)
- Adriana Espina - Manuela (Episodi 1; Episodi 9)
- Ramón Merlo (Episodi 2)
- Baldo Vega - Camioner (Episodi 2)
- Yolanda Vega - Mare col·legi (Episodi 3)
- Alberto Casado - Pare urbanització (Episodi 3)
- Ángela Chica - Pediatra (Episodi 3)
- Javier Balas - Professor col·legi (Episodi 3)
- Alberto Sánchez (Episodi 3)
- Sergio Rey - Marquitos (Episodi 3)
- Carmen Esteban - Mercedes (Episodi 3; Episodi 5)
- Erdem Tsydypov - Paco (Episodi 4 - Episodi 5; Episodi 12)
- Dylan Tello (Episodi 6)
- Ana Urosa (Episodi 6)
- Lara Palao (Episodi 6)
- Eduardo Antuña - Guia Museu (Episodi 9)
- Iván Cooper (Episodi 9)
- Misael Hernández Pino - Reinaldo (Episodi 9 - Episodi 10)
- Elvira Cuadrupani - Veterinària (Episodi 10)
- Susana Hernáiz (Episodi 10)
- Juan González (Episodi 10)
- Juanma Diez - Cita de Marta (Episodi 11)
- Nuria Sánchez (Episodi 12)
- Olga Margallo – Hostessa de vol (Episodi 12)
- Marta G. de Vega (Episodi 12)
- Silvia Vacas - Repartidora (Episodi 12)
- Francisco García - Pade de Claudia (Episodi 12)
- Pilar Parra - Madre de Claudia (Episodi 12)

##### Amb la col·laboració especial de
- María Barranco - Amparo (Episodi 1; Episodi 3; Episodi 6; Episodi 10 - Episodi 11)
- Loles León - Marieta (Episodi 1; Episodi 5; Episodi 8 - Episodi 9)
- Pepa Rus - Carolina (Episodi 2)
- Ramón Langa - Jesús Rubirosa (Episodi 3 - Episodi 7; Episodi 9 - Episodi 10; Episodi 12)
- Adrián Lastra - Cita de Marta (Episodi 8)
- Cristina Pedroche - Cita de Javi (Episodi 8)
- Teresa Hurtado de Ory - Rubita (Episodi 8; Episodi 10)
- Mauricio Ochmann - Lorenzo Cuervo (Episodi 9 - Episodi 10)
- Jesús Vidal - Marcial (Episodi 11 - Episodi 12)
- Víctor Ullate Roche (Episodi 12)
- Antonio Muñoz de Mesa - Piloto (Episodi 12)

### 3a Temporada

#### Repartiment principal
- Marta Hazas - Marta Valdivia
- Javier Veiga - Francisco Javier "Javi" Rubirosa
- Mariano Peña - Joaquín Valdivia
- Juan Ibáñez - Ignacio "Nacho" Rubirosa
- Alicia Rubio - Elisa
- Tomás Pozzi - David Sampietro
- Xosé Touriñán - Rafael José "Rafa"

#### Reparto episòdic

##### Amb la participació de
- Angy Fernández - Marta
- Gerald B. Fillmore - Javi

##### Amb la col·laboració especial de
- Loles León - Marieta

## Episodis
| Temporada | Temporada | Episodis | Estrena                                                                     | Final                                                                     | Audiència mitjana | Audiència mitjana | Audiència mitjana |
| Temporada | Temporada | Episodis | Estrena                                                                     | Final                                                                     | Espectadors       | Quota             |                   |
| --------- | --------- | -------- | --------------------------------------------------------------------------- | ------------------------------------------------------------------------- | ----------------- | ----------------- | ----------------- |
|           | 1         | 8        | 7 de desembre de 2018 (Amazon Prime Video) 2 de setembre de 2019 (Antena 3) | 7 de desembre de 2018 (Amazon Prime Video) 2 d'octubre de 2019 (Antena 3) | 1 011 000         | 9,9%              |                   |
|           | 2         | 12       | 15 de gener de 2020 (Amazon Prime Video)                                    | 15 de gener de 2020 (Amazon Prime Video)                                  |                   |                   |                   |
|           | 3         | 10       | 5 de febrer de 2021 (Amazon Prime Video)                                    | 5 de febrer de 2021 (Amazon Prime Video)                                  |                   |                   |                   |

### Temporada 1 (2018)
| Núm. (sèrie) | Núm. (temp.) | Títol                    | Director(s)                  | Guionista(s)                                                                   | Data d'emissió a Amazon Prime Video | Data d'emissió a Antena 3 | Audiència a Antena 3 |
| ------------ | ------------ | ------------------------ | ---------------------------- | ------------------------------------------------------------------------------ | ----------------------------------- | ------------------------- | -------------------- |
| 1            | 1            | «Por los pelos»          | Mario Montero i Javier Veiga | Javier Veiga i Marta G. de Vega                                                | 7 de desembre de 2018               | 2 de setembre de 2019     | 2 124 000 (15,7%)    |
| 2            | 2            | «Amores perrunos»        | Mario Montero i Javier Veiga | Javier Veiga                                                                   | 7 de desembre de 2018               | 2 de setembre de 2019     | 1 482 000 (16,3%)    |
| 3            | 3            | «Amigos hasta la muerte» | Miguel Conde i Javier Veiga  | Javier Veiga                                                                   | 7 de desembre de 2018               | 9 de setembre de 2019     | 1 218 000 (9,2%)     |
| 4            | 4            | «Noche de San Juan»      | Miguel Conde i Javier Veiga  | Javier Veiga i María Miranda                                                   | 7 de desembre de 2018               | 9 de setembre de 2019     | 810 000 (9,3%)       |
| 5            | 5            | «Dejarse llevar»         | Mario Montero i Javier Veiga | Javier Veiga, Abraham Sastre i Germán Aparicio                                 | 7 de desembre de 2018               | 18 de setembre de 2019    | 968 000 (7,4%)       |
| 6            | 6            | «Dime que me quede»      | Miguel Conde i Javier Veiga  | Javier Veiga, Cristina Pons i Alonso Laporta                                   | 7 de desembre de 2018               | 18 de setembre de 2019    | 568 000 (7,7%)       |
| 7            | 7            | «Asuntos pendientes»     | Miguel Conde i Javier Veiga  | Javier Veiga, Cristina Pons, Abraham Sastre, Gerald Fillmore y Daniel Monedero | 7 de desembre de 2018               | 25 de setembre de 2019    | 465 000 (7,1%)       |
| 8            | 8            | «El des-enlace»          | Mario Montero i Javier Veiga | Javier Veiga i Gerald Fillmore                                                 | 7 de desembre de 2018               | 2 d'octubre de 2019       | 455 000 (6,2%)       |

### Temporada 2 (2020)
| Núm. (sèrie) | Núm. (temp.) | Títol                         | Director(s)                 | Guionista(s)                                                                        | Data d'emissió a Amazon Prime Video | Data d'emissió a Antena 3 | Audiència a Antena 3 |
| ------------ | ------------ | ----------------------------- | --------------------------- | ----------------------------------------------------------------------------------- | ----------------------------------- | ------------------------- | -------------------- |
| 9            | 1            | «Un pasito adelante»          | Miguel Conde i Javier Veiga | Javier Veiga, Cristina Pons, Gerald Fillmore y Antonio Muñoz de Mesa                | 15 de gener de 2020                 | Sense anunciar            | Sense anunciar       |
| 10           | 2            | «Tributo»                     | Miguel Conde y Javier Veiga | Javier Veiga, Cristina Pons, Gerald Fillmore i Antonio Muñoz de Mesa                | 15 de gener de 2020                 | Sense anunciar            | Sense anunciar       |
| 11           | 3            | «Mi casa es tu casa»          | Miguel Conde                | Javier Veiga, Cristina Pons, Gerald Fillmore i Antonio Muñoz de Mesa                | 15 de gener de 2020                 | Sense anunciar            | Sense anunciar       |
| 12           | 4            | «Niñata»                      | Miguel Conde                | Javier Veiga, Cristina Pons, Gerald Fillmore i Antonio Muñoz de Mesa                | 15 de gener de 2020                 | Sense anunciar            | Sense anunciar       |
| 13           | 5            | «Rutinas»                     | Miguel Conde                | Javier Veiga, Cristina Pons, Gerald Fillmore i Antonio Muñoz de Mesa                | 15 de gener de 2020                 | Sense anunciar            | Sense anunciar       |
| 14           | 6            | «Es mejor que no lo veas»     | Miguel Conde                | Javier Veiga, Cristina Pons, Gerald Fillmore i Antonio Muñoz de Mesa                | 15 de gener de 2020                 | Sense anunciar            | Sense anunciar       |
| 15           | 7            | «Tú no me conoces»            | Miguel Conde                | Javier Veiga, Alberto López, Cristina Pons, Gerald Fillmore i Antonio Muñoz de Mesa | 15 de gener de 2020                 | Sense anunciar            | Sense anunciar       |
| 16           | 8            | «Ritual de desamarre»         | Miguel Conde                | Javier Veiga, Alberto López, Cristina Pons, Gerald Fillmore i Antonio Muñoz de Mesa | 15 de gener de 2020                 | Sense anunciar            | Sense anunciar       |
| 17           | 9            | «Amor al arte»                | Miguel Conde                | Javier Veiga, Cristina Pons, Gerald Fillmore i Antonio Muñoz de Mesa                | 15 de gener de 2020                 | Sense anunciar            | Sense anunciar       |
| 18           | 10           | «Polinizar»                   | Miguel Conde                | Javier Veiga, Cristina Pons, Gerald Fillmore i Antonio Muñoz de Mesa                | 15 de gener de 2020                 | Sense anunciar            | Sense anunciar       |
| 19           | 11           | «El diario de una boda»       | Miguel Conde                | Javier Veiga, Cristina Pons, Gerald Fillmore i Antonio Muñoz de Mesa                | 15 de gener de 2020                 | Sense anunciar            | Sense anunciar       |
| 20           | 12           | «Así no acaban las películas» | Miguel Conde                | Javier Veiga, Cristina Pons, Gerald Fillmore i Antonio Muñoz de Mesa                | 15 de gener de 2020                 | Sense anunciar            | Sense anunciar       |

### Temporada 3 (2021)
| N.º (serie) | N.º (temp.) | Títol          | Directr(es)      | Guionista(s)     | Data d'emissió a Amazon Prime Video | Data d'emissió a Antena 3 | Audiència a Antena 3 |
| ----------- | ----------- | -------------- | ---------------- | ---------------- | ----------------------------------- | ------------------------- | -------------------- |
| 21          | 1           | Sense anunciar | Sense determinar | Sense determinar | 5 de febrer de 2021                 | Sense anunciar            | Sense anunciar       |
| 22          | 2           | Sense anunciar | Sense determinar | Sense determinar | 5 de febrer de 2021                 | Sense anunciar            | Sense anunciar       |
| 23          | 3           | Sense anunciar | Sense determinar | Sense determinar | 5 de febrer de 2021                 | Sense anunciar            | Sense anunciar       |
| 24          | 4           | Sense anunciar | Sense determinar | Sense determinar | 5 de febrer de 2021                 | Sense anunciar            | Sense anunciar       |
| 25          | 5           | Sense anunciar | Sense determinar | Sense determinar | 5 de febrer de 2021                 | Sense anunciar            | Sense anunciar       |
| 26          | 6           | Sense anunciar | Sense determinar | Sense determinar | 5 de febrer de 2021                 | Sense anunciar            | Sense anunciar       |
| 27          | 7           | Sense anunciar | Sense determinar | Sense determinar | 5 de febrer de 2021                 | Sense anunciar            | Sense anunciar       |
| 28          | 8           | Sense anunciar | Sense determinar | Sense determinar | 5 de febrer de 2021                 | Sense anunciar            | Sense anunciar       |
| 29          | 9           | Sense anunciar | Sense determinar | Sense determinar | 5 de febrer de 2021                 | Sense anunciar            | Sense anunciar       |
| 30          | 10          | Sense anunciar | Sense determinar | Sense determinar | 5 de febrer de 2021                 | Sense anunciar            | Sense anunciar       |